# 臺灣大學大陸問題研究社
國立臺灣大學大陸問題研究社，簡稱「臺大大陸社」，為國立臺灣大學曾經的學術性社團，其於1972年成立。創社宗旨為「研究大陸問題，認清共匪真面目，喚起救國熱情，致力復國大業。」不過近年活動已與「匪情研究」相距甚遠。目前社團以讀書會、書展、影展為主，理念為「學術優於政治，關懷必先了解」。

## 歷史

### 創社初期
1972年創社後，工作重點以請專家演講和反共義士座談，並以「參觀匪情資料，訪問大陸來人，參閱大陸人民來信」等方法，發揚當時中華民國政府在台灣長期倡導的反共意識。

### 社團轉型與參與學生權利運動
1982年至1983年之間，大陸社開始由國民黨的外圍組織轉型。至1986年由鍾佳濱主持社務後，大陸社已和脫離和國民黨黨務組織的關係。據時任社員說法：「雖然那時仍有一些國民黨學生試圖打入大陸社，以奪回這個社團，但是並不成功。」1984年起，在大新社、大陸社等社團形成聯盟，主導以學生會選舉普選做訴求的多起抗爭活動，爭取學生自治的實踐。

### 結束
根據美國內華達大學拉斯維加斯分校政治學系助理教授、前臺大學生代表王宏恩在2022年10月6日的臉書發文所指，他經數名大陸社資深社員所轉告，該社已於110學期結束，同時在臺大學務處課外活動組之社團名單已告消失，而其位於小小福附近的獨立社址，已被「臺大BDSM皮繩愉虐社」所取代。

## 今昔社員

### 概況
學生時期曾參與大陸社的政治人物計有：前立委郭正亮、立法委員鍾佳濱、現任行政院副院長鄭文燦、台北市議員李建昌等人；學術人物者曾參與大陸社者：臺灣清大社會所副教授吳介民、中研院社會所副研究員陳志柔、台大社會系助理教授何明修，以及文化評論家張鐵志等。

### 人物

#### 范雲
臺大社會系副教授、中研院社會學研究所助理研究員范雲在大學時期曾擔任台大大陸社社長，在1989年第二任學生會選舉時決定投入參與，最後成功當選。她於新聞採訪中自述：「大一時在台大校門口聽到學長姐唱〈美麗島〉，瞬間啟蒙，第二天馬上去加台大大陸社，開始參與學社運。」

#### 林佳龍
曾參與台大大陸社擔任社長，參與「自由之愛」校園言論自由活動，也是三月野百合學運的重要幹部。自述：「剛進入大學時真的很讓人興奮，好像突然進入了一個知識殿堂，整個視野都開擴了起來。再加上我的興趣很廣泛，所以在許多的社團，如覺民學會、大新社、大陸社都有我的足跡在裡頭！」

#### 鍾佳濱
中華民國第9屆立法委員鍾佳濱就讀國立臺灣大學歷史學系時加入台大大陸社，並且在就讀台大期間曾經1986年參與校園民主與言論自由的學生運動，並擔任幹部。林佳龍曾透露其和鍾佳濱、鄭文燦是「台大三劍客」，三人各差一屆，在分別前後擔任台大大陸社社長。